# ゲフィン・レコード
ゲフィン・レコード（Geffen Records）は、アメリカ合衆国にあるユニバーサル ミュージック グループ内のインタースコープ・ゲフィン・A&Mレコード傘下のレコードレーベル。

## 概要
デヴィッド・ゲフィンが1980年に設立。1970年代に経営していたアサイラム・レコードのアーティストを引き抜き、さらに他のレコード・レーベルからも引き抜きを行って運営を開始した。
初めてのレコードは1980年10月20日にリリースされたドナ・サマーの『ワンダラー』である。同アルバムはゴールド・ディスクになった。
初期の飛躍の起爆剤となったのは、同年11月17日にリリースされたジョン・レノンの復帰作『ダブル・ファンタジー』である。同アルバムはチャートのトップになり、ゲフィン・レコード初のミリオン・セラーにもなった。先行発売されたシングルの「スターティング・オーヴァー」も全米1位を記録した。
その他にもエルトン・ジョン、ニール・ヤング、シェール、ドン・ヘンリー、ジョニ・ミッチェル、ピーター・ガブリエル、エイジア、パット・メセニー・グループなどスター級のアーティストを擁して、多数のヒット作を送り出した。
1980年代中期 - 末にかけてヘヴィメタル・ブームが起こったときにも、ブラック・アンド・ブルー、ホワイトスネイク、エアロスミス、ガンズ・アンド・ローゼズ、マノウォーをヘッドハンティングした。1990年代にブームが終焉を迎えた後もニルヴァーナ、ソニック・ユースなど有力な新人を発掘していき、以後もベックなど有力新人を送り出すロックシーン随一の影響力を持っている。近年はヒップ・ホップのアーティストとも多数契約している。
デヴィッド・ゲフィンは1990年に資本をMCAミュージック・エンタテインメント（1998年にユニバーサル・ミュージックとなる）に売却し、後にドリームワークスを共同設立する。

## ゲフィン・レコードのアーティスト
| - Ado - アヴァント - アシュリー・シンプソン - イーグルス - E・Z・O - ウィーザー - エアロスミス - エイジア - XTC - エディ・ブリケル - エディ・ブリケル&ニュー・ボヘミアンズ - エルトン・ジョン - エンリケ・イグレシアス - オーディオスレイヴ - オール・タイム・ロウ - オノ・ヨーコ - オリアンティ・パナガリス - ガービッジ - カイリー・ミノーグ - カウンティング・クロウズ - カウボーイ・ジャンキーズ（Cowboy Junkies） - カメレオンズ - ガンズ・アンド・ローゼズ - 喜多郎 - ギャラクティック・カウボーイズ - ザ・キュアー - クォーターフラッシュ - ザ・ゲーム - コモン - サザン・カルチャー・オン・ザ・スキッズ - サミー・ヘイガー - サムシング・コーポレイト - シー・ウォンツ・リヴェンジ | - GZA - ジーン・ラヴズ・ジザベル（Gene Loves Jezebel） - ジェイミー・フォックス - シェール - シガー・ロス - シャギー - ジョニ・ミッチェル - ジョン・ウェットン - ジョン・レノン - スージー&ザ・バンシーズ - スタイル・カウンシル - ストーン・ローゼズ - スヌープ・ドッグ - スリム・サグ - ソニック・ユース - デビー・ハリー - テスラ - ドナ・サマー - トラスト・カンパニー - ドン・ヘンリー - ニール・ヤング - ニュー・エディション - ニュー・ファウンド・グローリー - ニュー・ラディカルズ - ニルヴァーナ - ニンフス（The Nymphs） - パット・メセニー（パット・メセニー・グループ） | - パドル・オブ・マッド - ピーター・ガブリエル - フィールド・モブ - ザ・フー - ブラック・アンド・ブルー - ブラッドハウンド・ギャング - ブリンク182 - フロエトリー - ベック - ベルリン - ホワイトスネイク - ホワイト・ゾンビ - マノウォー - ミスフィッツ - メアリー・J・ブライジ - モス・デフ - ザ・ライク - ライズ・アゲインスト - ライフハウス - リンプ・ビズキット - ルーニー - ルーファス・ウェインライト - ル・セラフィム（LE SSERAFIM） - レオナ・ネス - ロック・シティ・エンジェルス（Rock City Angels） - ローン・ジャスティス - マリア・マッキー - Y&T - ワン・チャン |  |